# Carpi
Carpi is een gemeente in de Italiaanse provincie Modena (regio Emilia-Romagna) en telt 70.644 inwoners (31-08-2015). De oppervlakte bedraagt 131,6 km², de bevolkingsdichtheid is 466 inwoners per km².

## Demografie
Carpi telt ongeveer 26019 huishoudens. Het aantal inwoners steeg in de periode 1991-2001 met 1,3% volgens cijfers uit de tienjaarlijkse volkstellingen van ISTAT.
| Jaar | Inwoneraantal |
| ---- | ------------- |
| 1991 | 60.715        |
| 2001 | 61.476        |
| 2015 | 70.644        |

## Geografie
De gemeente ligt op ongeveer 28 m boven zeeniveau.
Carpi grenst aan de volgende gemeenten: Campogalliano, Cavezzo, Correggio (RE), Fabbrico (RE), Modena, Novi di Modena, Rio Saliceto (RE), Rolo (RE), San Prospero, Soliera.

## Bezienswaardigheden
- Carpi kan de Piazza dei Martiri voorleggen, een renaissanceplein dat doorgaat voor het grootste plein van de regio. Over de ganse lengte van de westkant wordt het geflankeerd door een portiek met 52 zuilen.
- Het Palazzo dei Pio zoomt de oostzijde van het plein af. Het is het oude kasteel van de familie Pio. Het is deze familie die van 1319 tot 1525 over Carpi heerste. Daarna werd Carpi door de familie d'Este verworven om deel uit te maken van het hertogdom Modena. Het enorme bouwwerk bezit onderdelen uit verscheidene periodes zoals de Passerino Bonaccolsitoren, de renaissancevoorgevel, de Galasso Piotoren en de uurwerktoren uit de 17e eeuw. Het centraal binnenplein werd aangelegd naar een ontwerp van Bramante. Er is een kapel die versierd is met fresco's van Bernardino Loschi en Vincenzo Catena. Het kasteel herbergt stedelijke diensten en een museum. Er is eveneens een ruimte waar de Jodenvervolging van de Tweede Wereldoorlog blijvend in herinnering gehouden wordt, inzonderheid de Italiaanse joden (onder hen bevond zich Primo Levi) die vanuit het naburige concentratiekamp van Fossoli doorgestuurd werden naar Auschwitz, worden hier herdacht.
- Aan de noordzijde van het plein staat de kathedraal. Ze werd ontworpen door Baldassarre Peruzzi. De bouw nam een aanvang in 1514, het ontwerp veranderde met de barokke voorgevel die in 1701 voltooid werd en met de koepel die in 1774 beëindigd werd.
- Aan de achterkant van het Palazzo dei Pio staat de romaanse kerk Santa Maria in Castello, ook La Sagra genoemd. Ze wordt door een hoge romaanse klokkentoren geflankeerd. Het timpaan van het portaal bezit een kruisigingsscène die waarschijnlijk door de school van Antelami werd gebeeldhouwd. In 1515 heeft Baldassarre Peruzzi de voorgevel herwerkt.

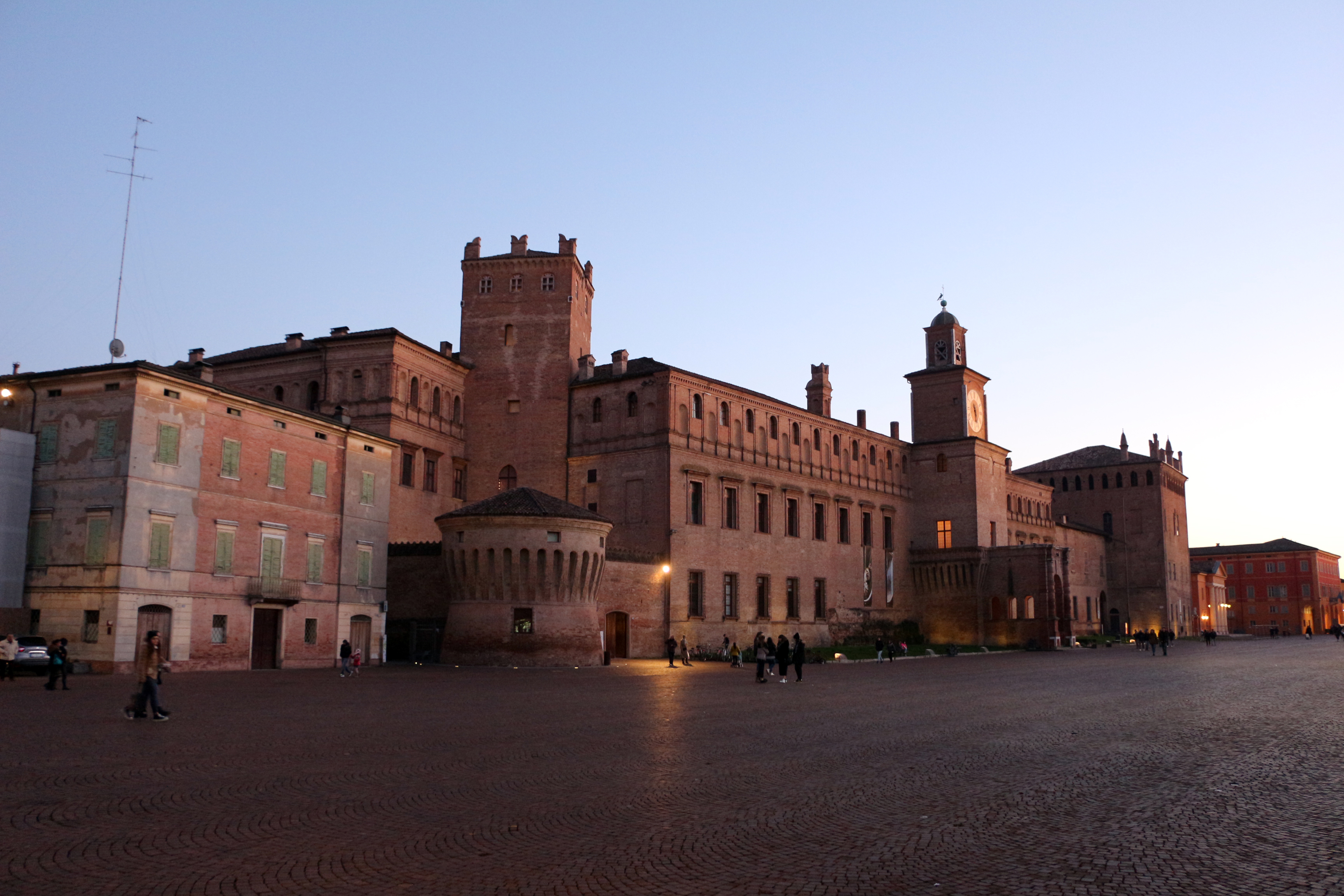
Palazzo dei Pio
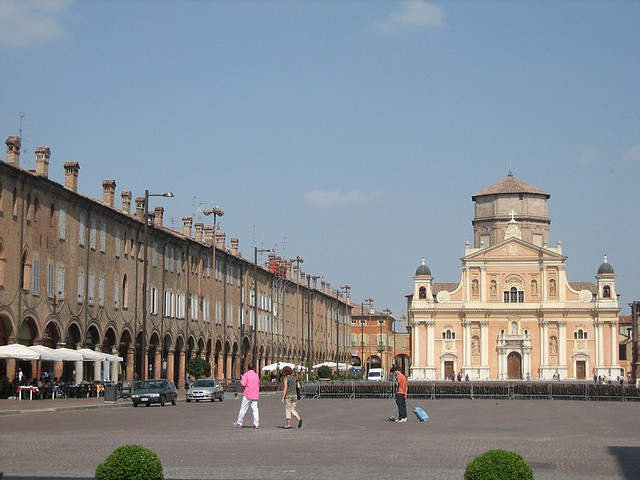
Piazza dei Martiri met de dom van Carpi

## Sport
Carpi FC 1909 is de professionele voetbalploeg van Carpi en speelt in het Stadio Sandro Cabassi. Carpi FC 1909 was eenmaal actief op het hoogste Italiaanse niveau de Serie A.

## Geboren in Carpi
- Bernardino Ramazzini (1633-1714), arts
- Carlo Rustichelli (1916-2004), filmcomponist
- Liliana Cavani (1933), filmregisseur
- Salvatore Lanna (1976), voetballer
- Gregorio Paltrinieri (1994), zwemmer